# Кара-Коба
Кара́-Коба́ (также Кара-Куба; крымскотат. Qara Qoba, Къара Къоба — исчезнувшее село в Балаклавском районе на территории Терновского муниципального округа города федерального значения Севастополя.
Находилось в одноимённой долине примерно в 5 км северо-западнее села Терновка.

## История
По описанию Петра Палласа 1794 года, в труде «Наблюдения, сделанные во время путешествия по южным наместничествам Русского государства» 
…деревня Мармора, прежде населенная греками и теперь покинутая… …у скалы называемую Чаплак-кая, в уступе которой выдолблены кельи монахов, сходные с инкерманскими, известные здесь под названием Кара-коба, затем далее - под именем Шулдан…
Кара-Коба находилась, возможно, на месте древнего греческого селения Мармара, но точной топографической привязки последнего не существует. Бертье-Делагард отмечал в деревне остатки церкви, а Кёппен привязывал к Кара-Кобе древнее селение Байкермен. Впервые встречается в налоговых ведомостях 1634 года, как селение Куба, куда переселялись жители Биюк-Сюрени, подданные турецкого султана.
В новое время поселение Кара-Коба впервые встречается на верстовке Крыма 1890 года. По Статистическому справочнику Таврической губернии. Ч.II-я. Статистический очерк, выпуск шестой Симферопольский уезд, 1915 год, на хуторе Кара-Коба-Мартыновка Каралезской волости Симферопольского уезда, числилось 10 дворов со смешанным населением в количестве 57 «посторонних» жителей. В общем владении было 547 десятин удобной земли и 104 десятины неудобий, все дворы с землёй. В хозяйствах имелось 23 лошади, 15 коровы, 17 телят и жеребят.
После установления в 1920 году Советской власти в Крыму была упразднена волостная система и, 15 декабря 1920 года, был выделен Севастопольский уезд. 23 января 1921 года (по другим данным 21 января), был создан Балаклавский район и Кара-Коба вошла в новый район. После образования 18 октября 1921 года Крымской АССР уезды были преобразованы в округа (по другим данным в 1922 году) и в составе Севастопольского округа выделили Чоргунский район, в который вошла Кара-Коба, как центр сельсовета (с населением 94 человека). 16 октября 1923 года решением Севастопольского окружкома Чоргунский район был ликвидирован, создан Севастопольский район
Согласно Списку населённых пунктов Крымской АССР по Всесоюзной переписи 17 декабря 1926 года, в селе Кара-Коба, Шульского сельсовета Севастопольского района, числилось 14 дворов, все крестьянские, население составляло 54 человека, из них 27 русских, 26 украинцев и 1 немец. В дальнейшем в доступных источниках Кара-Коба не встречается — на картах 1941 года и 1942 года её уже нет.
Во время второго штурма при обороне Севастополя прямо через село проходила линия фронта. 29 декабря 1941 года разведка донесла, что во втором секторе противник оставил хутор Кара-Коба. Для его занятия командир 1-го Севастопольского полка морской пехоты полковник П. Ф. Горпищенко выделил два взвода под командованием младших лейтенантов И. С. Петрошенко и Е. А. Жукова. При подходе к хутору оба взвода попали под сильный минометный огонь противника и, понеся потери, отошли на исходные позиции. 